# Apterocerina argentea
Apterocerina argentea är en tvåvingeart som beskrevs av Friedrich Georg Hendel 1914. Apterocerina argentea ingår i släktet Apterocerina och familjen fläckflugor.
Artens utbredningsområde är Bolivia. Inga underarter finns listade.